# 4-та група психологічних операцій (США)
4-та група інформаційного забезпечення військових операцій армії США (англ. 4th Military Information Support Group (Airborne), колишня 4-та група психологічних операцій армії США (англ. 4th Psychological Operations Group (Airborne) — військове формування, окремий загін зі складу сил спеціальних операцій армії США, призначений для повномасштабного забезпечення командирів військових частин регулярних збройних сил армії США всебічною інформацією для взаємоузгодження (синхронізації) загальних планів дій та досягнення інформаційної переваги й впливу на супротивника у всьому спектрі ведення військових дій.

## Історія
4-та група інформаційного забезпечення військових операцій армії США, що дислокується у Форті Брегг у штаті Північна Кароліна, входить до складу Командування спеціальних операцій армії США і веде свою історію від створеного 7 листопада 1967 року у В'єтнамі штабу 4-ї групи психологічних операцій. Після завершення військових дій на території В'єтнаму та виведення американських військ з Південно-Східної Азії, група передислокована до форту Льюїс в штаті Вашингтон, де 2 жовтня 1971 група була дезактивована. 13 вересня 1972 знову утворена у форті Брегг.
21 червня 2010 у зв'язку зі зміною концепції психологічних операцій та перейменуванням їх на інформаційне забезпечення військових дій, 4-а група перетворена на 4-у групу інформаційного забезпечення військових операцій ССО армії США.

## Організація
4-та група ІЗВО складається зі штабної роти та трьох батальйонів інформаційного забезпечення регіональних Командувань збройних сил США: 6-го батальйону ІЗВО, цільовим чином зосереджений на Європейському театрі дій, 7-го батальйону ІЗВО — Африканський регіон, 8-го батальйону ІЗВО — Центральне Командування збройних сил США.
Кожен регіональний батальйон ІЗВО включає роту штабну та обслуговування і дві регіональні роти підтримки визначених Командувань ЗС США на ТВД. При кожному регіональному батальйоні є відділ стратегічних досліджень (SSD), укомплектований цивільними експертами по країнах і регіонах відповідальності батальйонів. Завданням відділів є регулярна підготовка аналітичних документів (оцінки військових потенціалів зарубіжних країн, загальний аналіз обстановки в конкретних країнах для можливого ведення в них психологічних операцій, спеціальний аналіз конкретних потенційних об'єктів психологічних операцій, різних аспектів ситуації в зарубіжних країнах тощо).

### Склад
- 6-й батальйон психологічних операцій
- 7-й батальйон психологічних операцій
- 8-й батальйон психологічних операцій